# 510 г. пр.н.е.

## Събития

### В Азия

#### В Персийската империя
- Цар на Персийската (Ахеменидска) империя e Дарий I (522 – 486 г. пр.н.е.).[1]

### В Европа

#### В Гърция
- Спарта организира втора експедиция срещу атинския тиран Хипий. Този път войската е по-голяма, атакува по суша и е водена от спартанския цар Клеомен. За разлика от предходната година тесалийците се оказват неспособни да помогнат на съюзника си и се оттеглят оставяйки Клеомен да обсади тирана и привържениците му в укрепените му позиции под атинския Акропол. Поради пленяването на децата на тирана и роднините му, започват преговори завършили с напускането на града от Хипий. С това периодът на тирания в Атина завършва.[2]

#### В Италия
- Град Сибарис е унищожен от съперника му град Кротоне.[3]

#### В Сицилия
- Около тази или следващата година спартанският принц Дорией, който преди няколко години се проваля в опита си да основе колония в Триполитания, повежда експедиция за завладяване на земя и основаване на нова колония в Западна Сицилия. Тази негова авантюра завършва с пълен провал като той и почти всички негови последователи загиват в сражение с картагенците.[4]

#### В Македония
- През тази година (или скоро преди нея) македонският цар Аминта става васал на Персия след като това е изискано от персийския пълководец Мегабаз.[5]

## Родени
- Кимон, древногръцки политик и военачалник от Атина (умрял 449 г. пр.н.е.)

## Починали
- Хасдрубал I, картагенски владетел (управлявал 530 – 510 г. пр.н.е)